# Кунда, Масахиро
Масахиро Кунда (яп. 薫田真広, родился 29 сентября 1966 года в Какамигахаре) — японский регбист и регбийный тренер, игравший на позиции хукера.

## Биография

### Игровая карьера
Уроженец префектуры Гифу. В начальной и средней школе играл в бейсбол, позже увлёкся регби. Выступал за команды колледжа Гифу и университета Цукуба. 15  апреля 1990 года дебютировал матчем за сборную Японии против Самоа. По окончании университета продолжил карьеру в клубе «Тосиба», позже ставшего известным как «Тосиба Брэйв Лупус»; серебряный призёр чемпионата Японии 1992 и 1994 годов, чемпион 1997, 1998 и 1999 годов. Карьеру завершил в 2000 году. За сборную Японии Кунда сыграл 48 встреч, набрав 5 очков. Выступал на чемпионатах мира 1991, 1995 и 1999 годов, причём в 1995 году на Кубке мира в ЮАР он был капитаном сборной. Последний матч за сборную провёл 16 октября 1999 года против Аргентины.

### Тренерская карьера
С 2000 по 2002 годы и с 2008 по 2009 годы Кунда был тренером японской молодёжной сборной, которая прежде не считалась сильной в Азии. После образования Топ-Лиги возглавил клуб «Тосиба Брэйв Лупус» и с ним выиграл в 2004, 2006 и 2007 годах Топ-Лигу. При Кунде были раскрыты таланты многих игроков, которые прежде не выделялись даже на студенческом уровне.
С 26 декабря 2011 года Кунда был помощником главного тренера сборной Японии Эдди Джонса, однако уже 23 февраля 2013 года покинул свой пост, заняв должность директора сборной при Регбийном союзе Японии и занявшись подготовкой сборной и страны к домашнему чемпионату мира по регби. 29 апреля 2015 года назначен генеральным директором клуба «Тосиба Брэйв Лупус».
Комментировал матчи чемпионата мира по регби 2015 года на NHK BS1, в том числе и знаменательный матч против ЮАР, в котором японцы впервые победили команду 1-го яруса.